# Thomas Anthony Welch

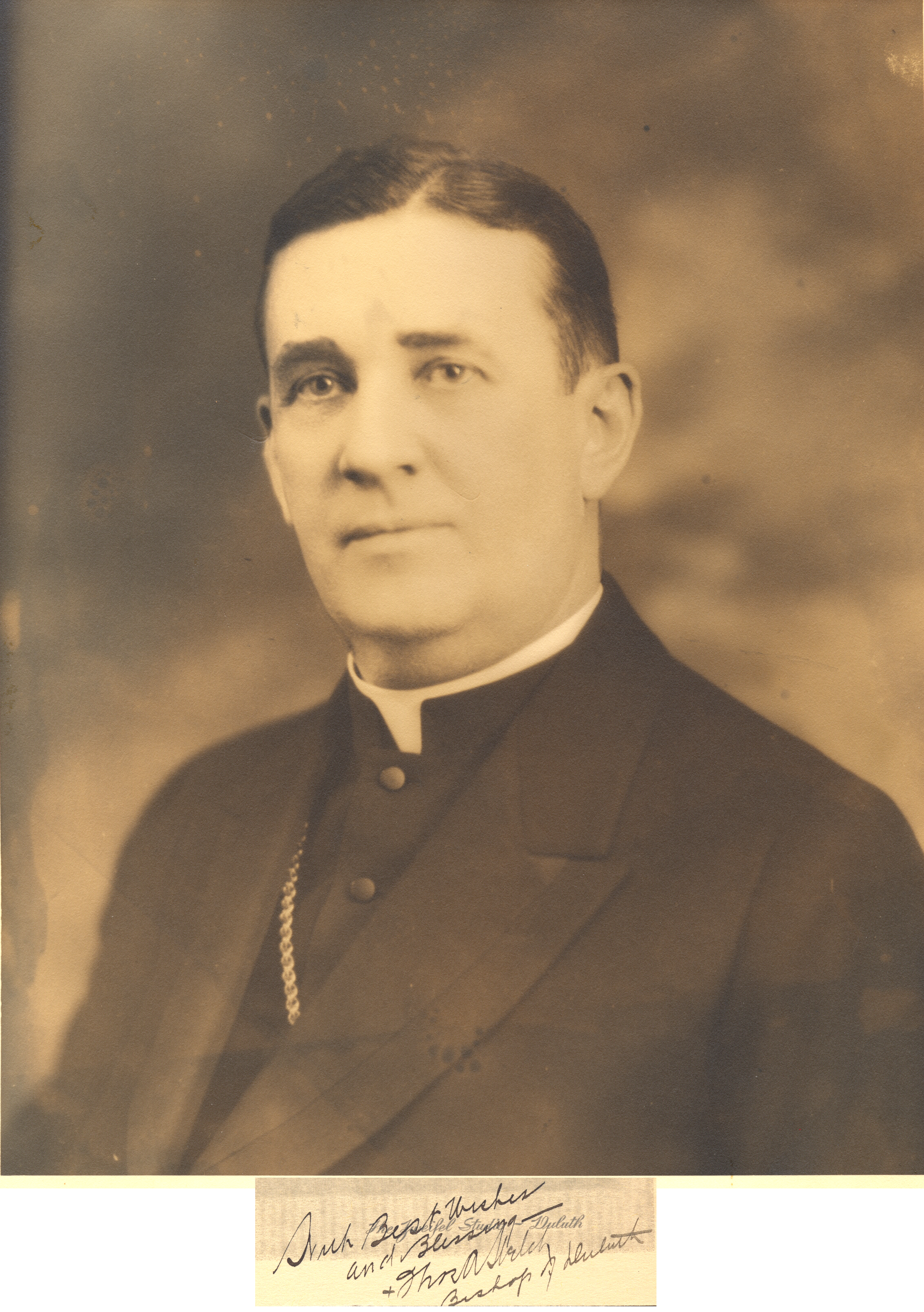
Bischof Thomas Anthony Welch

Thomas Anthony Welch (* 2. November 1884 in Faribault, Minnesota, USA; † 9. September 1959 in Duluth) war Bischof von Duluth.

## Leben
Thomas Anthony Welch studierte Katholische Theologie und Philosophie am College of St. Thomas und am Priesterseminar in Saint Paul, Minnesota. Er empfing am 11. Juni 1909 das Sakrament der Priesterweihe.
Ab 1909 war Welch Privatsekretär zuerst von Erzbischof John Ireland und von 1919 bis 1922 von Erzbischof Austin Dowling. Ab 1918 war Thomas Anthony Welch zudem Kanzler und Generalvikar des Erzbistums Saint Paul. Im Februar 1924 verlieh ihm Papst Pius XI. den Ehrentitel eines Päpstlichen Hausprälaten.
Am 14. Dezember 1925 ernannte ihn Papst Pius XI. zum Bischof von Duluth. Der Erzbischof von Saint Paul, Austin Dowling, spendete ihm am 3. Februar 1926 die Bischofsweihe; Mitkonsekratoren waren der Bischof von Fargo, James O’Reilly, und der Bischof von Saint Cloud, Joseph Francis Busch.